# Rodin – Az alkotó
Rodin – Az alkotó eredeti francia nyelvű címén Rodin, Jacques Doillon francia rendező játékfilmje, mely Auguste Rodin szobrászművész életének fontos szakaszát dolgozza fel, az 1880-tól 1897-ig, a Balzac-szobor befejezéséig. 
2017 novemberében, Rodin halálának 100. évfordulóján került a mozikba. Magyarországon csak az Art-mozik hálózata mutatta be.

## Tartalom

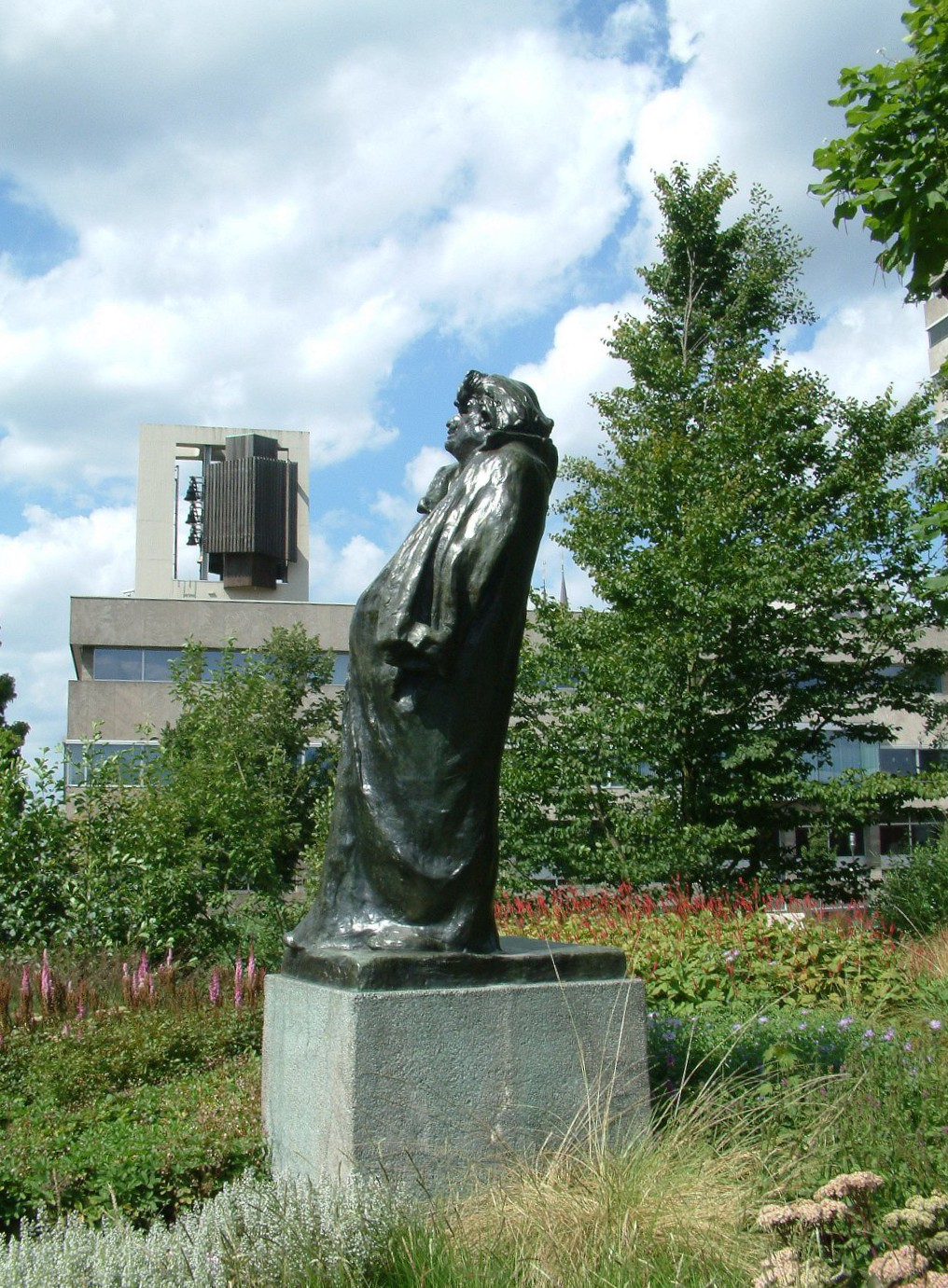
Rodin Balzac-szobra a meudoni Rodin Múzeum kertjében

A történet Auguste Rodin párizsi műhelyében kezdődik, 1880-ban. A szobrász 40 évesen megkapja első megrendelését a francia államtól, A Pokol Kapuja (La Porte de l’Enfer) monumentális szoborkompozíciójára, melyet a párizsi Iparművészeti Múzeum (Musée des arts décoratifs de Paris) bejárata elé szánnak. A szobor emberalakjaihoz Rodin számtalan mozdulat-tanulmányt készít, köztük feltűnnek Rodin későbbi nagy mesterműveinek, A Csók-nak (Le Baiser) és a A Gondolkodó-nak (Le Penseur) alakjai. Belekezd Honoré de Balzac szobrának készítésébe, újabb és újabb változatokkal próbálkozik, kísérletezik, küzdve a hivatalos művésztársadalom meg nem értésével.
Az excentrikus művész ezekben az években élettársával, Rose Beuret-vel él (akit csak évtizedekkel később, halálának évében, 1917-ben fog elvenni feleségül). Rodin rendszeresen megcsalja Rose-t a műhelyében dolgozó női modellekkel és szobrásztanítványaival. A megaláztatások és veszekedések ellenére Rose szilárdan kitart a szobrász mellett. Rodin szeretője 1882–1892 között Camille Claudel, Paul Claudel író nővére, maga is tehetséges szobrász, Rodin segédje. Kölcsönösen hatnak egymás munkájára, a lángoló vonzalomból ihletett művek születnek mindkettőjük keze alól. Évek múltával viszonyuk megromlik, Camille úgy érzi, Rodin áttörhetetlen árnyékában él, ráadásul – ígéretével ellentétben – a szobrász nem akarja őt feleségül venni. Camille fájdalmasan szakít Rodinnel, és önálló szobrászműhelyt nyit. Rodin ekkor egy másik tanítványával, Sophie Postolskával létesít szerelmi viszonyt.
A Camille-lal való szakítás után Rodin vidékre költözik. Meudoni villájában befejezi nagy művét, Honoré de Balzac egész alakos szobrát, amelyen sok éven át erejét megfeszítve dolgozott. A Balzac-szobrot a hivatalos kritika és Rodin kortárs művésztársai is botrányosnak minősítik, elutasítják, így azt Rodin a saját kertjében állítja fel. A szobor korszakalkotó jelentőségét csak később, Rodin elhunyta után ismerték el, másolatait világszerte felállították múzeumokban, közparkokban.
A film záró képei Japánban, a Hakonei Szabadtéri Múzeumban készültek, a Balzac-szobor ott álló példánya körül.

## Szereposztás
| Szerep                                                                   | Színész              | Magyar hang     |
| ------------------------------------------------------------------------ | -------------------- | --------------- |
| Auguste Rodin                                                            | Vincent Lindon       | Rátóti Zoltán   |
| Camille Claudel, Paul Claudel nővére, Rodin szeretője                    | Izïa Higelin         | Németh Borbála  |
| Rose Beuret, Rodin élettársa (1917-től felesége)                         | Séverine Caneele     | Györgyi Anna    |
| Auguste Beuret, Rodin és Rose fia, Rodin nem ismerte el sajátjaként      | Anthony Bajon        |                 |
| Edward Steichen festő, fotográfus                                        | Edward Akrout        |                 |
| Eugène Blot festő, zenész, műkritikus                                    | Maxence Tual         | Széles Tamás    |
| Victor Hugo író                                                          | Bernard Verley       | Törköly Levente |
| Juliette Drouet, Victor Hugo élettársa                                   | Guylène Péan         | Bessenyei Emma  |
| Paul Cézanne festő                                                       | Arthur Nauzyciel     | Epres Attila    |
| Claude Monet festő                                                       | Olivier Cadiot       |                 |
| Rainer Maria Rilke költő, Rodin titkára                                  | Anders Danielsen Lie | Fehér Tibor     |
| Octave Mirbeau műkritikus, újságíró, író                                 | Laurent Poitrenaux   | Welker Gábor    |
| Ambroise Vollard műkereskedő, író                                        | Pascal Casanova      |                 |
| François Pompon szobrász                                                 | Edouard Duthuillé    |                 |
| Rodin segédje                                                            | Alexandre Haulet     |                 |
| Aurélie de Faucamberge írónő, művésznevén Aurel                          | Patricia Mazuy       |                 |
| Sophie Postolska, lengyel arisztokrata, Rodin tanítványa, majd szeretője | Magdalena Malina     |                 |
| Gwen John walesi festőnő, Rodin szeretője                                | Olivia Baes          |                 |
| Jessie Lipscomb, Camille Claudel barátnője, Rodin tanítványa             | Lea Jackson          |                 |
| Adèle Abruzzesi, Rodin modellje, A Csók ihletője                         | Louise Le Pape       |                 |
| Adèle Abruzzesi nővére                                                   | Nia Acosta           |                 |

## Forgatás

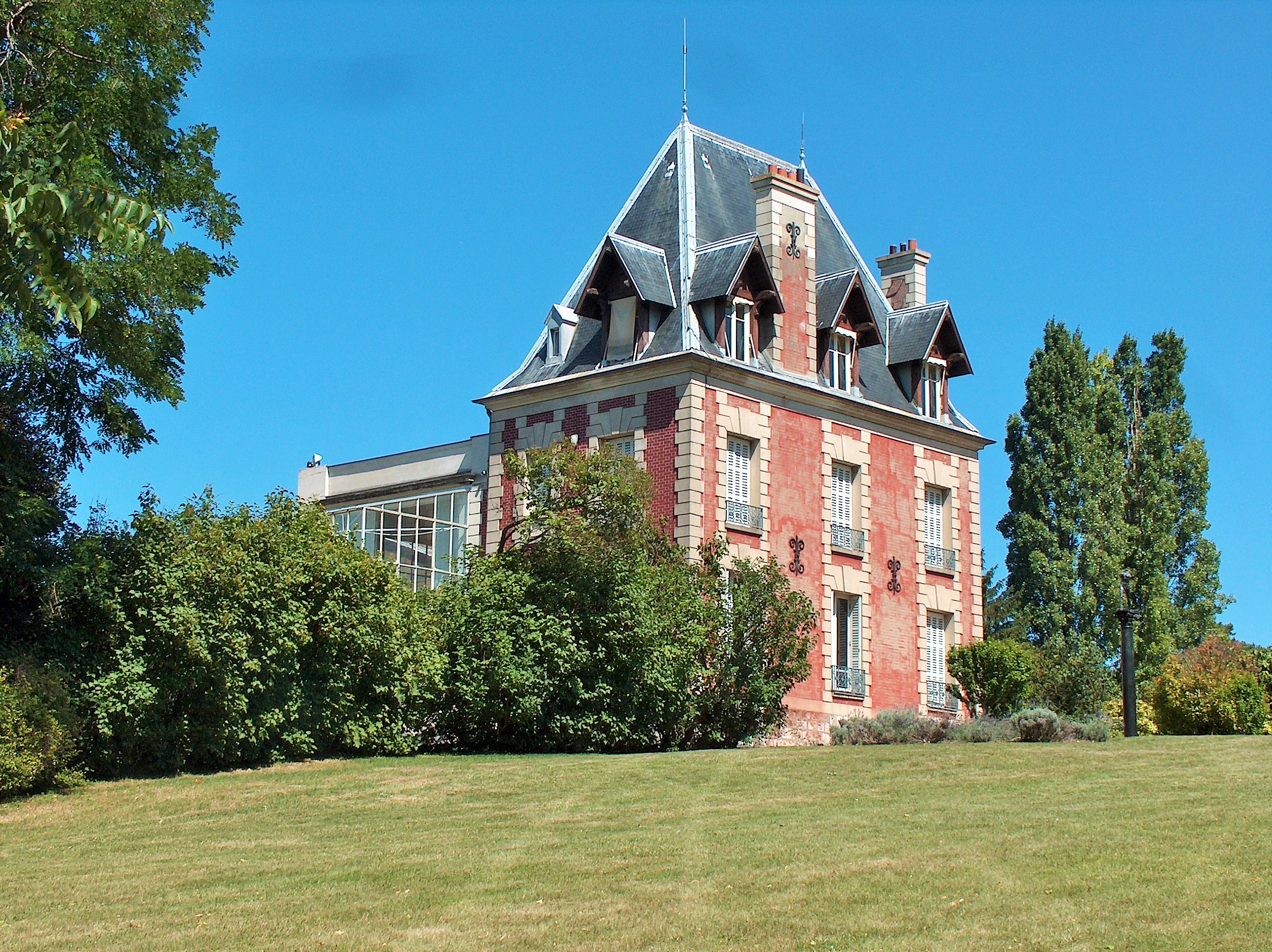
A Brillants-villa Meudonban (Rodin Múzeum)

A filmet Párizsban és Chartres-ban forgatták (a székesegyház előtt), de a legfontosabb forgatási színhely a meudoni „Briliáns-villában” (Villa des Brillants) volt, ahol Auguste Rodin ténylegesen lakott és alkotott 1893-tól haláláig, 1917-ig. A villában ma a Rodin Múzeum működik, kertjében áll (többek között) a híres Balzac-szobor.
Katia Wyszkop, a film díszlettervezője leírja, milyen különleges érzés, igazi időutazás volt Rodin eredeti munkahelyén forgatni és dolgozni, a művész bútorai és szerszámai között. A kiállított eredeti szobrokat és tanulmányokat nem érinthették, ezért a filmben szereplő, félkész és kész szobrokat más, szintén kiváló szobrászok készítették.

## Díjak, elismerések
- 2017-es cannes-i fesztivál : hivatalos válogatás